# Murcia-Rundfahrt 2011
Die 31. Murcia-Rundfahrt (spanisch: Vuelta Ciclista a la Region de Murcia) fand vom 4. bis 6. März 2011 statt. Das Radrennen wurde, anders als in den vergangenen Jahren, in drei, statt fünf, Etappen über eine Distanz von 274,3 Kilometern ausgetragen. Die Strecke musste wegen finanzieller Probleme des Veranstalters gekürzt werden. Es gehört zur UCI Europe Tour 2011 und ist dort in die Kategorie 2.1 eingestuft.

## Etappen
| Etappe    | Tag     | Start - Ziel                                                             | km    | Etappensieger    | Führender        |
| --------- | ------- | ------------------------------------------------------------------------ | ----- | ---------------- | ---------------- |
| 1. Etappe | 4. März | San Pedro del Pinatar - Alhama de Murcia                                 | 178,7 | Michael Matthews | Michael Matthews |
| 2. Etappe | 5. März | Murcia (Estrella de Levante) - Centro de Interpretación de Sierra Espuña | 183,2 | Alberto Contador | Alberto Contador |
| 3. Etappe | 6. März | Murcia (EZF)                                                             | 12,4  | Alberto Contador | Alberto Contador |